# Chief Records
Chief Records est un label discographique indépendant américain, anciennement basé à Chicago, dans l'Illinois, actif entre 1957 et 1964. Chief Records est fondé par Mel London, et compte des disques de blues et rhythm and blues. Chief Records a eu plusieurs filiales, Profile Records et Age Records ainsi que All Points et Mel/Mel-Lon. Après la disparition du label, le catalogue devient la propriété de Stan Lewis, le dirigeant de Jewel Records. 

## Histoire
Chief Records est fondé à Chicago en 1957 par Mel London, un entrepreneur rhythm and blues de 25 ans. London a été producteur et a écrit plusieurs des chansons les plus connues du label. Earl Hooker, l'un des guitaristes de blues les plus appréciés de son époque,, a été un collaborateur important du label. Il a travaillé en étroite collaboration avec London et « a participé à plus d'une douzaine de sessions d'enregistrement, et son jeu a figuré sur une quarantaine de titres et vingt-cinq singles, dont une douzaine ont été publiés sous son propre nom, le reste étant attribué à Junior Wells, A.C. Reed, Lillian Offitt et Ricky Allen ». Parmi les enregistrements de Hooker figurent plusieurs instrumentaux à la guitare à coulisse, y compris le single Age de 1961 Blue Guitar, auquel Muddy Waters a plus tard ajouté une voix et l'a intitulé You Shook Me.
Little by Little, écrite par Mel London, est un succès pour Junior Wells, atteignant la 23e place du Billboard R&B en 1960. Wells continue à interpréter et à enregistrer plusieurs de ses chansons Chief et Profile (Messin' with the Kid, Come on in this House et It Hurts Me Too) au cours de sa carrière. La chanson Cut You Loose, une autre composition de London, est un succès pour Ricky Allen ; elle atteint la 20e place en 1963. Après Wells, Allen eut le plus grand nombre de singles sur le label (tous sur Age).
Comme de nombreux labels de blues indépendants au début des années 1960, Chief connait des problèmes financiers. Les premiers à être abandonnés sont les labels Chief et Profile ; finalement, le label Age est abandonné en 1964 et la société a fait faillite. Au cours de ses sept années d'activité, Chief/Profile/Age sort environ 80 singles (y compris des rééditions) d'environ 37 artistes. Plus tard, divers singles (y compris des rééditions) des artistes de Chief sont publiés par All-Points Records, Mel/Mel-Lon Records, Bright Star Records et Starville Records, mais aucun n'a eu l'impact des originaux.

## Groupes et artistes
- Elmore James
- Junior Wells
- Magic Sam
- Earl Hooker